# Colți (gmina)
Colți – gmina w Rumunii, w okręgu Buzău. Obejmuje miejscowości Colți, Aluniș, Colții de Jos i Muscelu Cărămănești. W 2011 roku liczyła 1094 mieszkańców.